# Infanteria de Marina de l'Armada Argentina
El Comandament de la Infanteria de Marina de l'Armada Argentina, és un dels quatre comandaments operatius de la institució. La Infanteria de Marina Argentina (IMARA) té els seus orígens en la Infanteria de Marina Espanyola, en l'època del Virregnat del Riu de la Plata. Després de la independència de la República Argentina va ser administrada per l'Exèrcit Argentí i per l'Armada Argentina, fins que en 1946 va passar per llei a estar totalment sota la jurisdicció de l'Armada Argentina.